# 尼泊尔共产党（火炬） (1983年)
尼泊尔共产党（火炬）是尼泊尔的一个已不存在的共产主义政党。该党成立于1983年，从尼泊尔共产党（第四次大会）中分裂出来。该党的主席是莫汉·比克拉姆·辛格。

## 历史
1984年，该党参加了革命国际主义运动。同年，该党分裂出尼泊尔共产党（火炬） (1984年)。
在反对君主的独裁统治运动中，它和尼泊尔共产党（马列毛）联手，形成了全国人民运动统一战线。
1991年，部分党员加入了尼泊尔共产党（团结中心）。
1992年4月6日，它参加了联合人民起义委员会并且呼吁举行一场全国性的罢工，在首都爆发的暴力罢工期间，根据人权非政府组织统计，14人死于警察射击。
1999年，该党分裂出尼泊尔共产党（火炬） (1999年)，这个新党呼吁抵制选举，支持尼泊尔共产党（毛主义）领导的武装斗争，后来该党与其合并。
2001年12月1日－12月5日，在该党举行的全国大会上，该党决定与尼泊尔共产党（团结中心）合并。2002年4月22日，两党正式合并为尼泊尔共产党（团结中心—火炬）。

## 意识形态
该党认为尼泊尔是一个半殖民地半封建的国家；它是无产阶级、农民、小资产阶级、女人和民族资本家的友好朋友，封建地主和买办官僚资本家的阶级敌人。